# Nicole Maier
Nicole Maier (Bottrop, 9 de abril de 2000) es una deportista alemana que compite en natación, especialista en el estilo libre. Ganó tres medallas de bronce en el Campeonato Europeo de Natación de 2024, en las pruebas de 200 m libre, 4 × 100 m libre mixto y 4 × 200 m libre mixto.

## Palmarés internacional
| Campeonato Europeo | Campeonato Europeo | Campeonato Europeo | Campeonato Europeo    |
| Año                | Lugar              | Medalla            | Prueba                |
| ------------------ | ------------------ | ------------------ | --------------------- |
| 2024               | Belgrado (Serbia)  | Medalla de bronce  | 200 m libre           |
| 2024               | Belgrado (Serbia)  | Medalla de bronce  | 4 × 100 m libre mixto |
| 2024               | Belgrado (Serbia)  | Medalla de bronce  | 4 × 200 m libre mixto |